# Brettmühle (Königswalde)
Brettmühle ist eine Siedlung, die zur Gemeinde Königswalde im Erzgebirgskreis (Freistaat Sachsen) gehört. 

## Geografie

### Lage

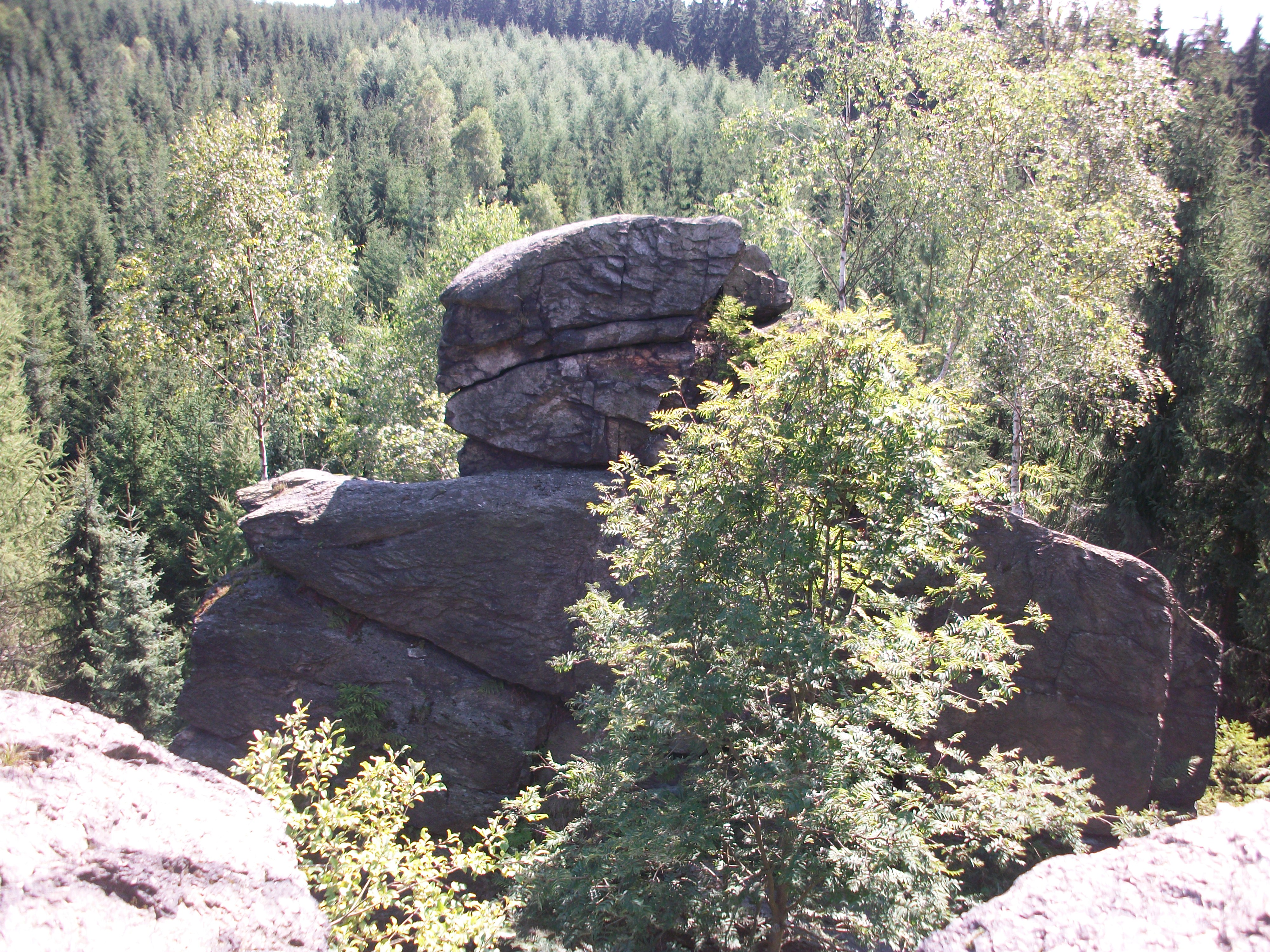
Königswalde, Zigeunerfelsen

Brettmühle befindet sich im Mittleren Erzgebirge an der Mündung des Conduppelbachs in den Pöhlbach. Die Siedlung liegt abgetrennt vom Siedlungsgebiet von Königswalde im Süden des Ortsgebiets an der „Bärensteiner Straße“ und nördlich des Annaberger Ratswalds. Südöstlich von Brettmühle liegt im Tal des Conduppelbachs der 737 m hohe „Zigeunerfelsen“, welcher der höchste Punkt der Gemeinde Königswalde ist.
Durch den Ort führt die Straße von Königswalde über Kühberg nach Bärenstein.

### Nachbarorte
|         | Königswalde                                 |          |
|         | Kompassrose, die auf Nachbargemeinden zeigt |          |
| Kühberg |                                             | Jöhstadt |

## Geschichte

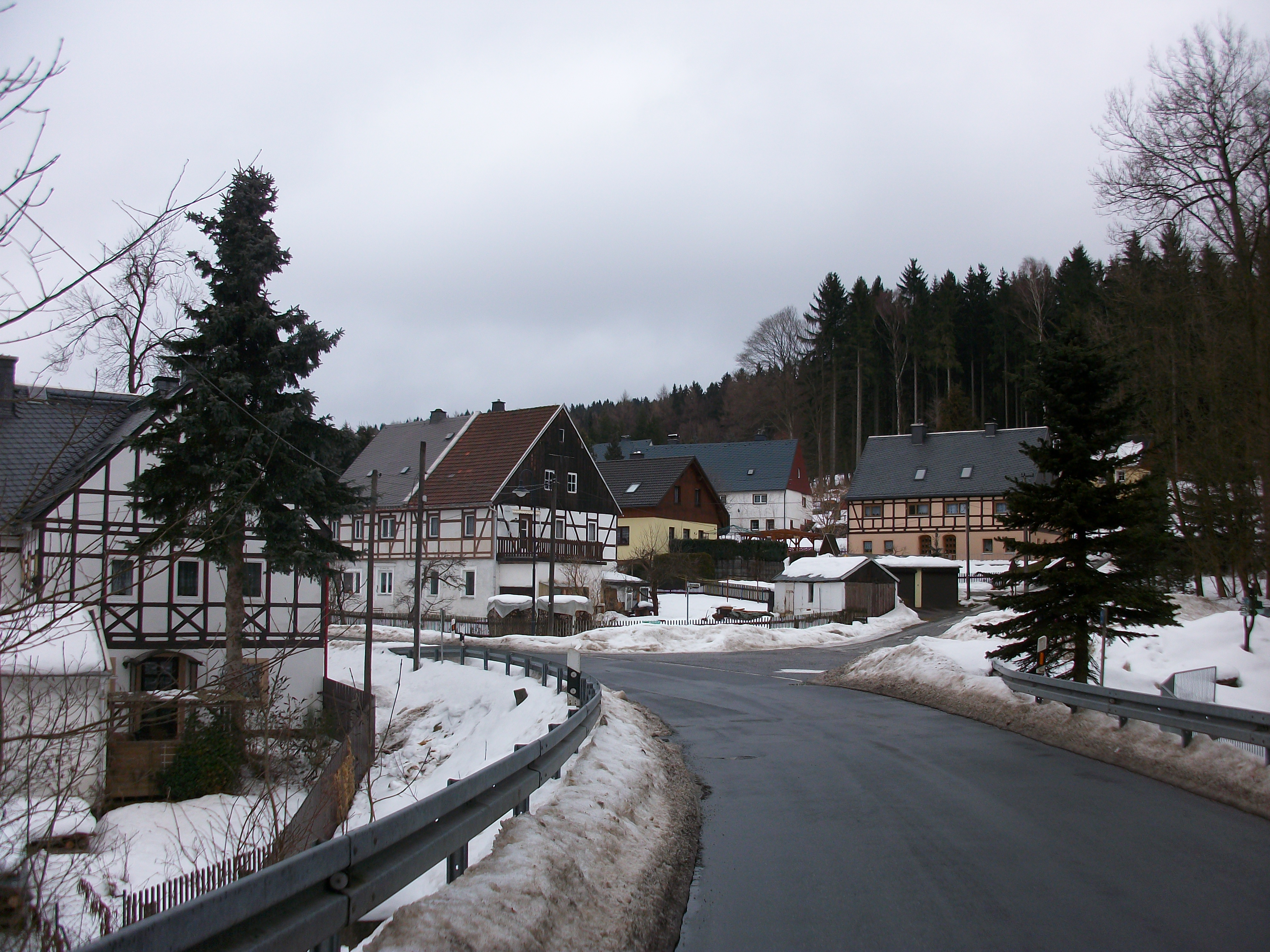
Königswalde, Ortsteil Brettmühle

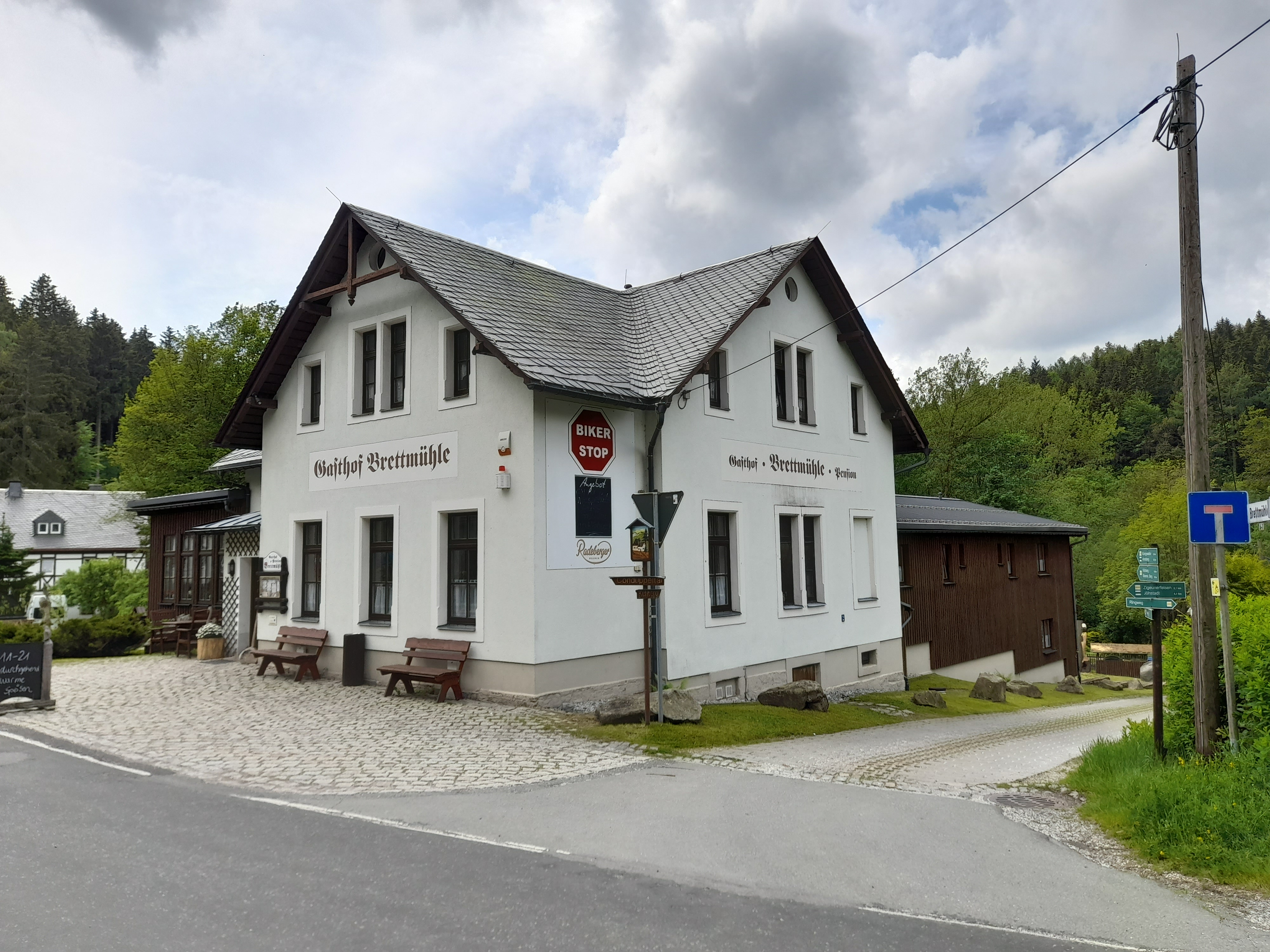
Gasthof & Pension Brettmühle Königswalde

Um 1200 erfolgte die Besiedelung des rechts des Pöhlbaches (Osten) gelegenen Ortsteiles von Königswalde. 1291 wurde die östliche Hälfte von Königswalde als „Lichtenhain“ erstmals urkundlich erwähnt. Der Ort stand unter der Herrschaft der Waldenburger und kam nach deren Aussterben im Jahr 1479 an das kursächsische Amt Wolkenstein. 1512 veräußerte Paul von Thumbshirn den östlichen Teil von Königswalde an die Stadt Annaberg. Der Ortsteil wurde seitdem Ratsseite genannt. 
Südlich von Königswalde wurde im Jahr 1536 durch den Rat der Stadt Annaberg die Brettmühle an der Straße nach Bärenstein errichtet. Diese Sägemühle wurde bereits um 1558 im Königswalder Gerichtsbuch erwähnt und bis ins 20. Jahrhundert als bedeutendes Sägewerk betrieben. Im Jahr 1591 ist das Sägewerk als Eigentum der Stadt Annaberg belegt. Jährlich wurden ungefähr 8000 Klötzer Holz von sechs Ellen Durchmesser zu Brettern verarbeitet. Zum Besitz der Sägemühle gehörten auch zwei benachbarte Höfe mit Wiesen- und Ackerland, die verpachtet wurden. Nachdem der Pachtvertrag im Jahr 1850 ausgelaufen war, beschloss der Rat der Stadt Annaberg, das Land in Parzellen aufzuteilen und an verschiedene Nutzer zu verpachten. Das leer stehende Gutsgebäude wurde nach der Vergabe des Schankrechts im Jahr 1850 als Gaststätte genutzt. Die häufigsten Gäste waren zu dieser Zeit Holzfuhrleute und Waldarbeiter. Die Gaststätte ist bis heute in Betrieb. Das Sägewerk in Brettmühle war bis zum Jahr 1967 in Betrieb. Heute existieren von ihm nur noch die Grundmauern.

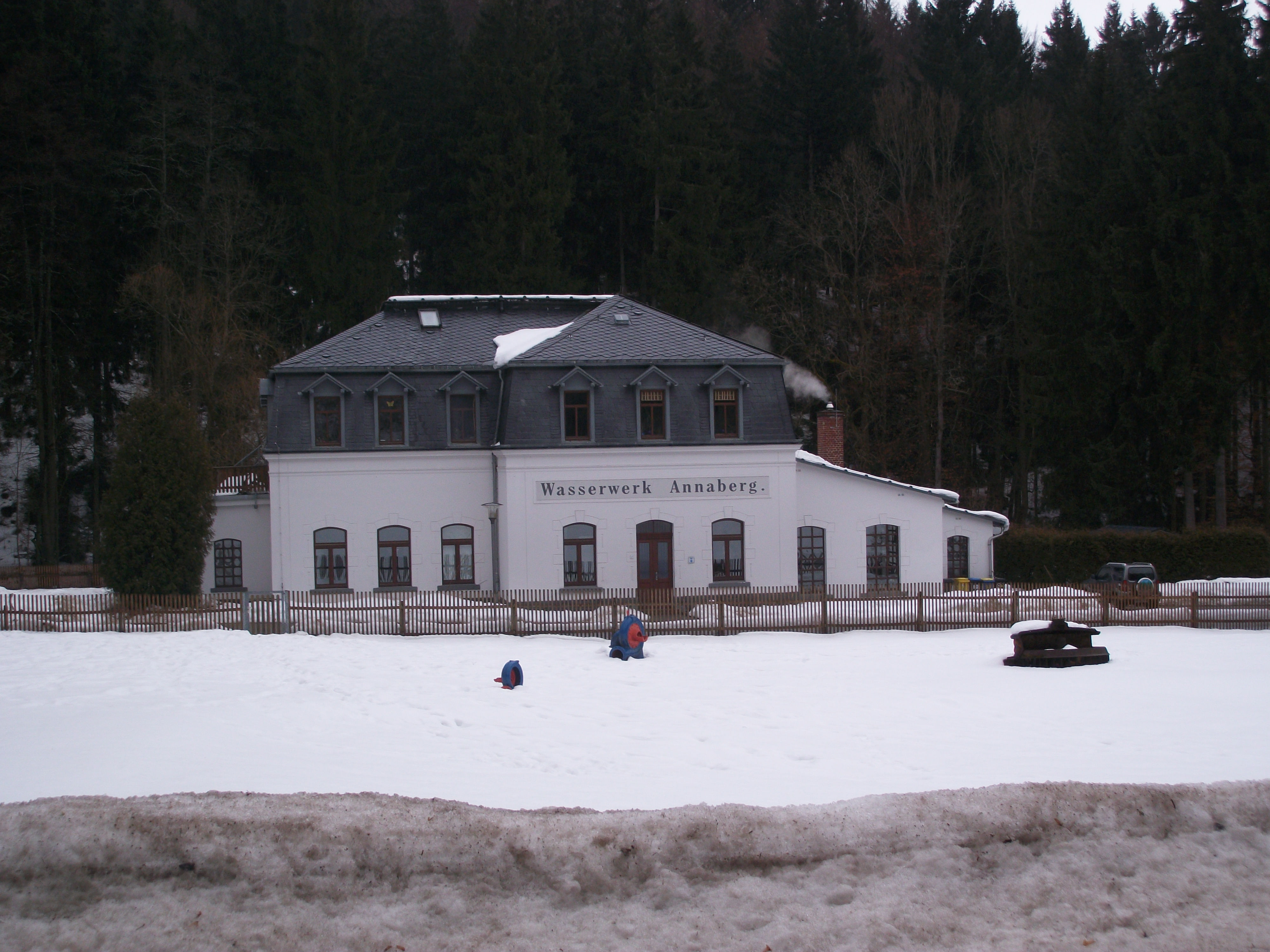
Wasserwerk Annaberg bei Brettmühle

Seit der Vereinigung der Ratsseite von Königswalde mit der Brettmühle und der Amtsseite gehörte ab 1856 der gesamte Ort zum Gerichtsamt Annaberg und ab 1875 zur Amtshauptmannschaft Annaberg. Infolge der industriellen Entwicklung in der zweiten Hälfte des 19. Jahrhunderts wurde für den Raum Annaberg eine ständige Bereitstellung von Trinkwasser in ausreichender Menge und Qualität erforderlich. Dazu wurde im Jahr 1884 der 40 Jahre zuvor stillgelegte Annaberger Floßgraben im Annaberger Ratswald verrohrt. Gemeinsam mit dem in 34 Quellen gefasste Wasser des Conduppeltals wurde das Wasser durch das 1889 erbaute Wasserwerk an der Bärensteiner Straße südwestlich von Brettmühle über 120 Höhenmeter bis auf das Niveau des Floßgrabens gepumpt. Die dazu benötigte Pumpe wurde durch Strom einer Turbine versorgt, die durch Wasserkraft aus dem oberhalb befindlichen Mühlgraben betrieben wurde. Nachdem die Leistung der Pumpe mehrfach erhöht werden musste, wurde sie im Jahr 1934 durch eine zweite Pumpe ergänzt. Im Jahr 1988 ersetzten elektrische Pumpen die beiden überalterten turbinengetriebenen Kolbenpressanlagen. Seit dem Jahr 1998 sind die Stadtwerke Annaberg wieder Eigentümer der Anlage. Zwischen 2001 und 2003 erfolgte die Sanierung des Wasserwerks und die denkmalgeschützte Instandsetzung der Wasserkraftanlage mit ihren Maschinen aus der Sächsischen Maschinenfabrik in Chemnitz. Seit 2003 ist das Technische Denkmal der Öffentlichkeit wieder zugänglich.
Durch die zweite Kreisreform in der DDR kam Brettmühle als Teil der Gemeinde Königswalde im Jahr 1952 zum Kreis Annaberg im Bezirk Chemnitz (1953 in Bezirk Karl-Marx-Stadt umbenannt), der ab 1990 als sächsischer Landkreis Annaberg fortgeführt wurde und 2008 im Erzgebirgskreis aufging.

## Tourismus

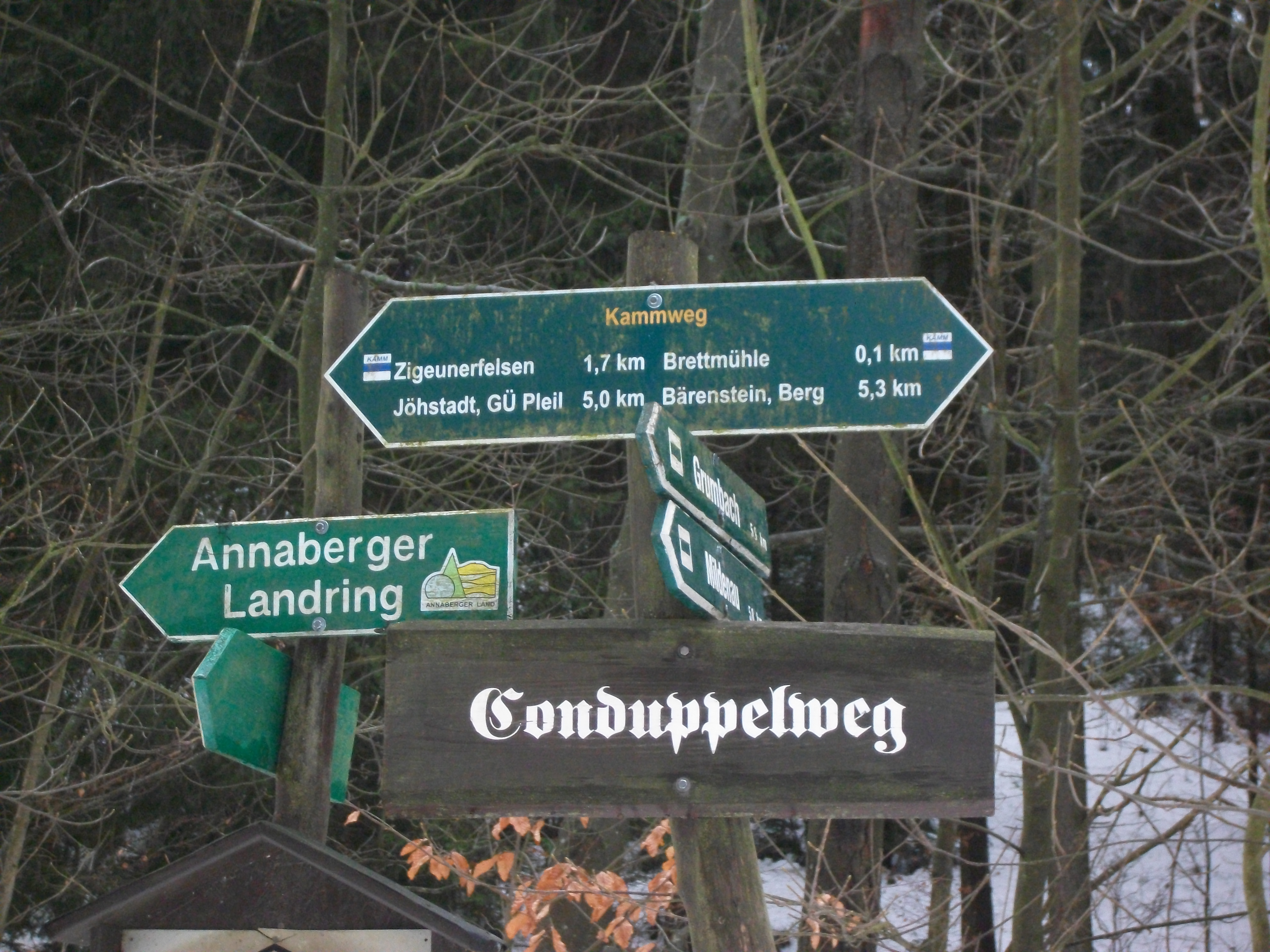
Der Conduppelweg in Brettmühle

Brettmühle wird von zwei überregionalen bzw. einem regionalen Wander- bzw. Radweg tangiert:
- Die Etappe 7 des Kammwegs Erzgebirge-Vogtland von Satzung nach Bärenstein[6] verläuft durch das Tal des Conduppelbachs und dann in Richtung Kühberg.
- Der Stoneman Miriquidi, die anspruchsvollste Mountainbikestrecke im Erzgebirge, verläuft auf dem Abschnitt Pöhlberg – Bärenstein durch westlichen Ortsteil von Königswalde über Brettmühle nach Kühberg.[7][8]
- Der Annaberger Landring (Südwestteil des Südrings) verläuft östlich von Königswalde, dann durch Brettmühle und anschließend durch das Tal des Conduppelbachs nach Jöhstadt.[9]